# 伊藤小左衛門
伊藤 小左衛門（いとう こざえもん）は、江戸時代初期の福岡藩の人物。博多の地で2代にわたって活躍した豪商であり、ここでは主に2代目小左衛門吉直（よしなお、? - 寛文7年（1667年））について扱う。
初代の吉次（よしつぐ）は、福岡初代藩主黒田長政が慶長5年（1600年）に当地に転封してきた際、当時住んでいた木屋瀬から博多へ出て貿易商人となった。吉次は博多浜口町に店を構え、同時に長崎にも出店して手広く商いをして巨万の富を築いた。そして幕府の許可を得て伊藤小判を発行し、福岡藩の御用達を務めた。寛永19年（1642年）には長崎の清水寺に梵鐘を寄進している。
承応元年（1652年）6月24日に当時の福岡藩主黒田忠之が家臣を引き連れて長崎の出島を訪問した際、家臣たちの末席に控えていた伊藤小左衛門がオランダ商館長の注意をひいた。小左衛門が毎年1万匁の銀を使う身分で、7000万匁以上の資本金を持つ大富豪であることを知っていた商館長は、彼が末席に居ることに驚いたと商館長日記に記している。ただし、この小左衛門が初代の吉次か2代目の吉直かは不明である。『長崎オランダ商館日記』同年9月5日条では、トンキン向けの輸出銅銭を伊藤小左衛門と1000個41匁の契約で、10月15日までに12万匁を受け取ることにしたという記録も残っている。

## 生涯

### 半生
博多妙楽寺にある小左衛門父子哀悼碑に「長ずるに及んで剛毅、英邁ますます家声振る……」とあり、博多に出てその商才を発揮して財を築いた初代の跡を継いだ2代目小左衛門は、豪快果断な人物であったという。
吉直は、同じく博多の豪商である大賀宗伯とともに福岡藩主黒田氏の御用商人となり、長崎代官の末次平蔵や西村隼人・大賀九郎左衛門ら商人達とともに、直接朱印船を派遣することの無かった黒田氏に代わって海外との貿易活動を行った。
そして正保4年（1647年）6月、ポルトガル船が来航禁止令を破って長崎に入港して貿易再開を願い出た際、当時の長崎警備役であった黒田忠之のため大いに尽力した。豪商大賀宗伯とともに軍資金を負担し、ポルトガル船焼き討ちに使う稲わらを調達するため一村の屋根わらを買い取って提供した。これらの働きを賞せられ、小左衛門は50人扶持を与えられた。
浜口町に在住していたが、博多本店を長男の甚十郎に任せて、やがて長崎にも出店を設けて、同地の五島町に次男・市三郎とともに移り住んだ。船津町や浦五島町などにも屋敷を構えて、博多と往来して商売し、長崎奉行の接待のため屋敷を提供するほどにもなっていた。この当時、小左衛門は毎年銀10貫を消費し、通詞や乙名から銀7000貫から8万貫におよぶ資産をもつと噂された。それだけの資産を得るに至った背景には、出雲産や広島産の鉄類の売買や武器の生産に従事したことだけでなく、中国・朝鮮との密貿易による利益もあったといわれる。また、明の復興を願い清と戦った鄭成功とも何度も貿易を行ったとされる。

### 密貿易の発覚と処刑
寛文7年（1667年）、長崎浜町居住の江口伊右衛門の下人で、筑後柳川領にあった正行村の平左衛門という者が、柳川藩当局に訴え出たことから、伊藤小左衛門の密貿易が発覚した。その訴えは、伊右衛門が対馬の小茂田勘左衛門と共謀して、武具を朝鮮に密売したというものであった。伊右衛門を柳川藩の長崎蔵屋敷で捕え、牢舎に入れて取調べを進めた結果、密貿易に関わる者達が判明した。
訴えをうけた藩留守居役により、柳川沖端町の喜左衛門ほか9名が3月24日、26日に捕らえられた。喜左衛門は対馬の小茂田勘左衛門らと申しあわせて船頭として朝鮮に渡り、9名の者を水主として雇ったことが判明。兄の油屋彦右衛門（新大工町家持）の名代として朝鮮に渡った築町の借家六右衛門は4月15日に捕らえられた。密貿易組織の「張本（ちょうほん）」とみなされた伊藤小左衛門は、6月25日に長崎水之浦で福岡藩士に捕らえられ、五島町へ預けられた。25日には長崎の浜町乙名浅見七左衛門が捕らえられた。主犯格の1人で油屋彦右衛門、築町の塩屋太兵衛、炉粕町の中尾弥次兵衛、そして対馬の小茂田勘左衛門、亀岡平右衛門、扇角右衛門、さらに福岡領の高木惣十郎、篠崎伝右衛門、前野孫右衛門、唐津藩の今村半左衛門、島原領日見村の加兵衛、小浜村の利兵衛、熊本藩八代の九郎左衛門、大坂の仁兵衛、長兵衛、庄左衛門のほか、宮崎や唐津、久留米などから「同類」が摘発され、94人が取り調べを受けた。
密貿易は、数年来の計画的なもので、長崎・博多・対馬から島原・熊本・唐津各領だけでなく、上方の大坂にまでおよぶ大掛かりなものだった。その中心人物が伊藤小左衛門であり、寛文2年（1662年）から、5年間で7回にわたって小茂田勘左衛門や扇角右衛門らと共謀して出資し、朝鮮に武具を密売していたのであった。
小左衛門と浅見七左衛門の2人は磔刑となり、40数人の者が斬首・獄門などの死刑、同じく40数人が在所からの追放に処され、百数十人が小呂島、姫島への流罪となった。長崎以外に居住する者はそれぞれの藩に引き渡された後に、幕府の指示どおりに処罰された。長崎関係者は、11月晦日に長崎の刑場の西坂で処刑された。小左衛門の子である2人の男児も縁座させられ、そのうち長崎にあった1人は父と同日に長崎で斬首。博多にいたもう1人は、長崎奉行から福岡藩に命じ、博多で斬首させた。博多の高木惣十郎は福岡藩当局の手で捕え、長崎に召し出して、ここで処刑。対馬の小茂田勘左衛門は、近江大津で捕えて京都の牢舎に入れ、ついで大坂に廻し、その後長崎に召し連れ、長崎奉行所で磔とする旨の判決を下した上で、対馬で刑の執行が行われた。
長崎で処刑された者の妻・子供は、斬罪にあった者以外は、町年寄・オランダ通詞・唐通事に「奴（やっこ）」として配分された。
小左衛門が実質的に密輸にかかわったのは2回だけだが、「金元」およびこの事件の「張本」と目されたのは、彼の出資によって密貿易が実現したからと考えられている。密貿易には福岡藩自身も関わっていたのではないかとも言われており、3代目藩主の黒田光之は小左衛門の命を救えなかったことを終生悔やんだ。なお、『通航一覧』では「その党人立花蔵本、同所須藤七左衛門、同休意、原左兵衛、長崎町年寄高木作右衛門、博多伊藤小左衛門、久留米之者一人、京都之者一人」とあるが、長崎奉行所の犯科帳に名前が記されているのは小左衛門だけで、町年寄の高木作右衛門は処罰されていない。

### 小左衛門の死後

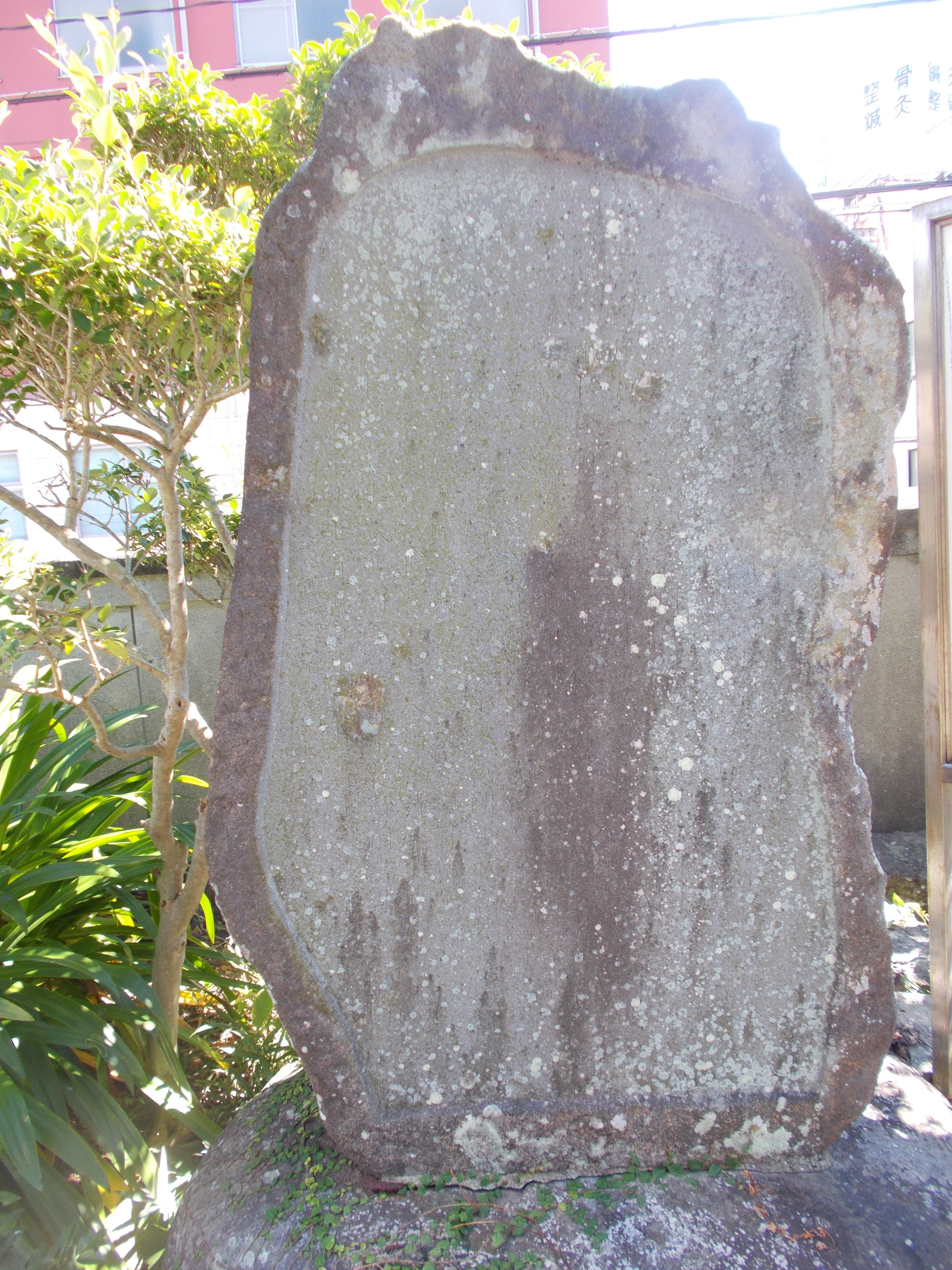
比翼塚 (長崎市の悟真寺)。小左衛門とその後を追った遊女を弔ったとされる。

小左衛門の屋敷跡には、万四郎夷社（稲荷社ともいう）が祀られた。近代に入り、万四郎神社と称し、小左衛門とともに処刑された2人の子・小四郎と万之助を祀る神社となった。伊藤小左衛門の墓は、博多区御供所町（ごくしょまち）の妙楽寺にある。
事件から50年後の享保期に、近松門左衛門は伊藤小左衛門をモデルにして作った浄瑠璃の戯曲『博多小女郎浪枕』を発表した。ほかにも、「小左衛門の馴染みの丸山遊女の定家が、悲しみのあまり、岩瀬洞の岬から身を投げた」「港内の小島裸島で一族が処刑された」などの伝説も残っている。
伊藤家の故郷である木屋瀬の長徳寺には、小左衛門吉直夫妻の墓と伝わる五輪塔が並んで建っている。